# Jan Snijders (judoka)
Johannes Henricus Cornelis „Jan” Snijders (ur. 14 września 1943 w Eindhoven) – holenderski judoka. Olimpijczyk z Tokio 1964, gdzie zajął dziewiąte miejsce w wadze średniej.
Piąty na mistrzostwach świata w 1969; uczestnik zawodów w 1971. Zdobył osiem medali na mistrzostwach Europy w latach 1962 − 1970. 
Brat Petera Snijdersa, judoki i olimpijczyka z tych samych igrzysk.

## Letnie Igrzyska Olimpijskie 1964
| Konkurencja | Rundy eliminacyjne | Rundy eliminacyjne      | Klas. końcowa |
| Konkurencja | Przeciwnik I       | Przeciwnik II           | Miejsce       |
| ----------- | ------------------ | ----------------------- | ------------- |
| -80 kg      | Syd Hoare (GBR) Z  | Lionel Grossain (FRA) P | 9.            |